# Gabinetto Segreto

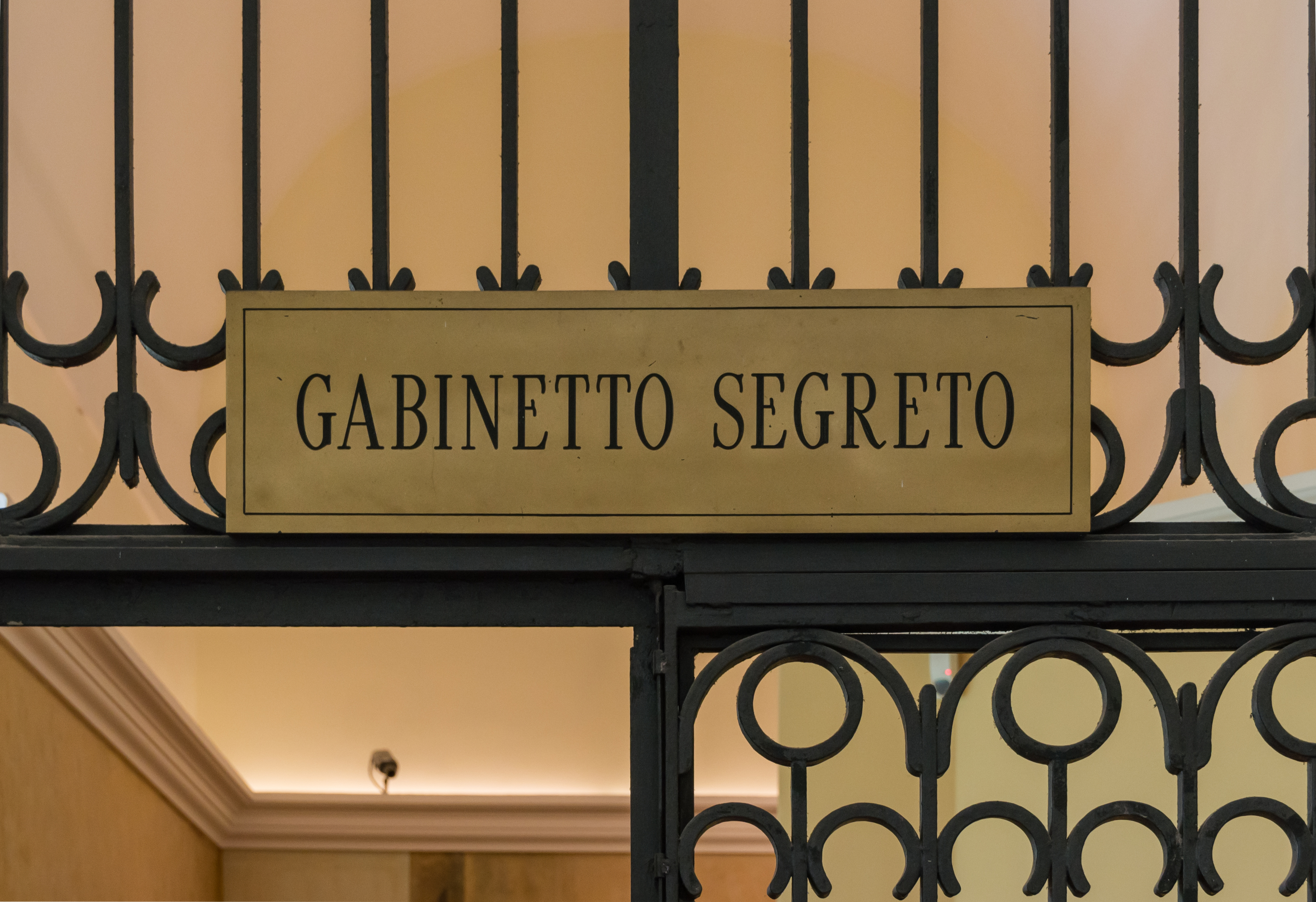
Entrata nel Gabinetto Segreto

Il Gabinetto Segreto è una sezione del museo archeologico nazionale di Napoli che vede esposti reperti con natura unicamente a sfondo erotico e sessuale.
Il Gabinetto occupa le sale 62 e 65, al piano ammezzato del museo.

## Storia

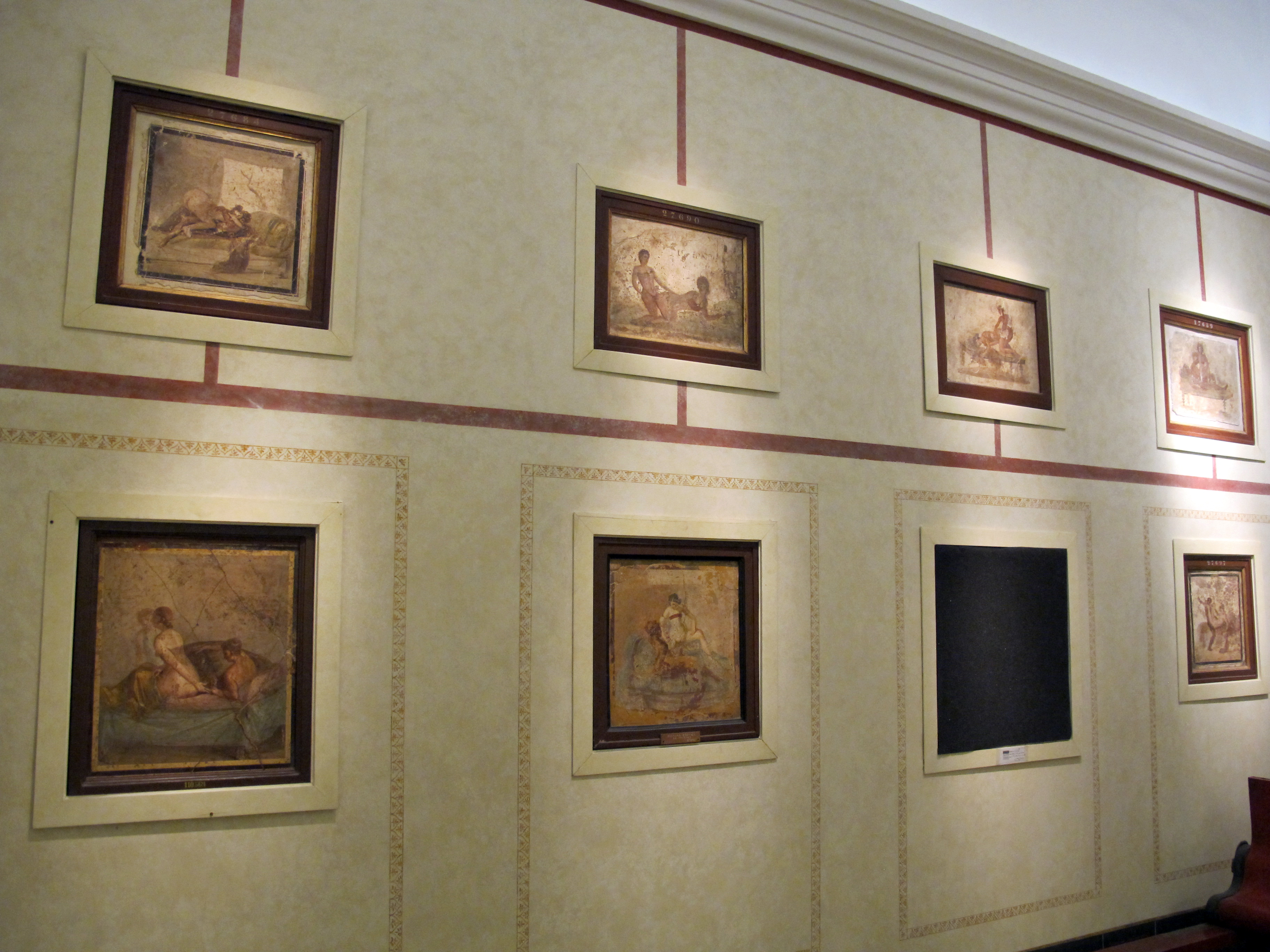
Una delle sale del Gabinetto Segreto

"Gabinetto Segreto" (G.S.) è il nome che i re Borbone di Napoli hanno dato alle sale riservate (alle quali "avessero unicamente ingresso le persone di matura età e di conosciuta morale") in cui vennero raccolti i vari reperti a soggetto erotico o sessuale che man mano venivano alla luce negli scavi di Pompei ed Ercolano o erano acquisiti in altro modo.  
Nel corso dei secoli, per via del bigottismo, specialmente da parte della Chiesa, dell'epoca, la collezione è stata chiamata anche "Gabinetto degli oggetti riservati" o "osceni" o addirittura "pornografici". Dopo i moti rivoluzionari del 1848 il Gabinetto divenne simbolo delle libertà civili e di espressione, quindi viepiù censurato in quanto considerato politicamente pericoloso. Venne addirittura proposta la distruzione dei reperti, in quanto "monumenti infami della gentilesca licenza" e "lascivissimi", al fine di salvaguardare la buona reputazione della casa reale. 

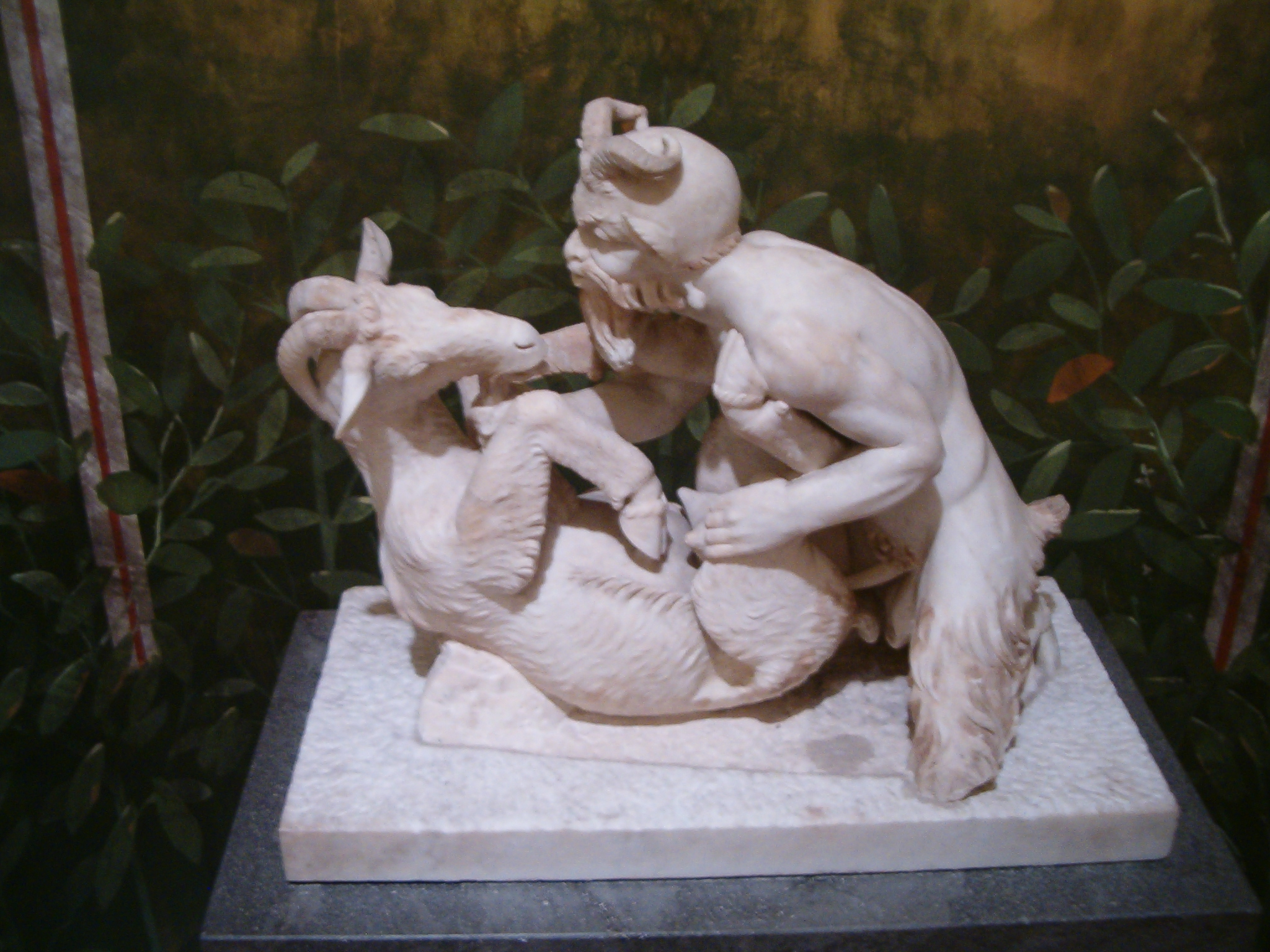
Gruppo scultoreo di Pan con la capra forse simbolo non ufficiale del Gabinetto Segreto

Tuttavia l'allora direttore del Museo Borbonico di Napoli riuscì ad ottenere che la collezione venisse chiusa ai visitatori e resa difficile la sua visita: difatti il portone di accesso venne fornito di ben tre serrature con altrettante chiavi diverse, in possesso rispettivamente del direttore del museo, del "controloro", e del real maggiordomo maggiore. Il culmine della censura la si ebbe nel 1851 quando, dopo che vi furono rinchiuse anche tutte le Veneri semplicemente perché nude, la collezione fu definitivamente sigillata ed infine anche murata affinché "...se ne disperdesse per quanto era possibile la funesta memoria". 
Quando nel settembre 1860 Garibaldi arrivò a Napoli, egli diede subito l'ordine di rendere accessibile la sala "giornalmente al pubblico". Delle tre chiavi, non trovandosi quella in dotazione alla casa reale, Garibaldi non esitò, tra lo sconcerto generale, ad ordinare di "scassinare le porte". Nel corso dei decenni successivi, alla libertà ridata da Garibaldi subentrò progressivamente la censura del regno d'Italia che vide il suo culmine durante il ventennio fascista, quando per visitare il Gabinetto occorreva il permesso del ministro dell'educazione nazionale a Roma. La censura ha perdurato nel dopoguerra fino al 1967, allentandosi solo dopo il 1971 quando dal ministero furono impartite le nuove regole per regolamentare le richieste di visita e l'accesso alla sezione.
Completamente riallestita con criteri del tutto nuovi, la collezione è stata definitivamente aperta al pubblico nell'aprile del 2000.

## Descrizione

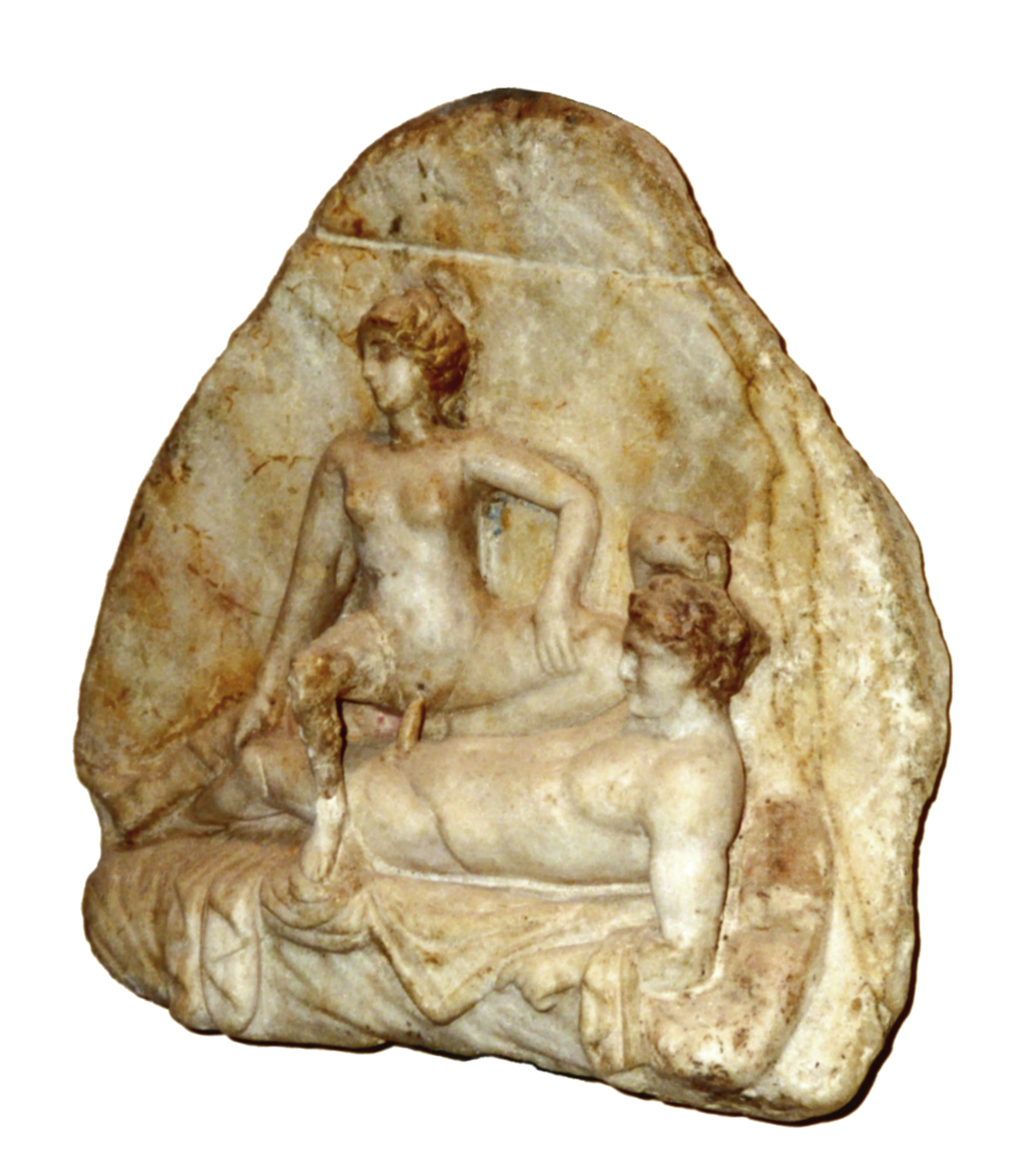
Rilievo marmoreo con scena di accoppiamento (da una caupona pompeiana)

### Modalità di accesso

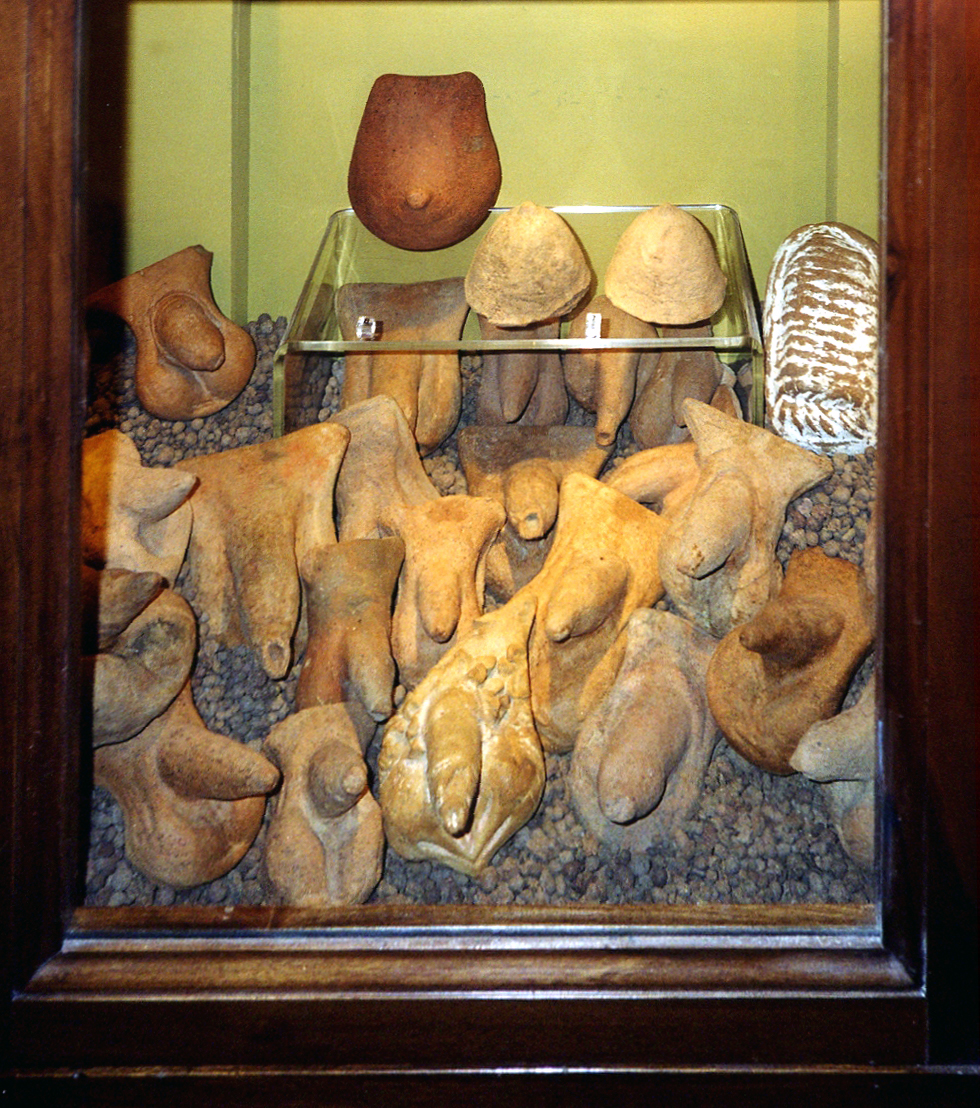
Ex voto anatomici in terracotta (da santuario sannitico a Cales)

Sebbene non sussista più alcun tipo di censura, tuttavia i minori di 14 anni possono visitare la sezione unicamente se accompagnati da persona adulta (genitore, congiunto, insegnante, ecc.) che così, implicitamente, si assume ogni responsabilità al riguardo.

### Il nuovo allestimento
Nel nuovo allestimento si è curato di raggruppare e collocare i diversi oggetti secondo la loro provenienza e per contesti originari.
Il Gabinetto Segreto è costituito da un'antisala "A" e, varcato il cancello di ingresso, da un piccolo vestibolo "V", con poi quattro sale interne in sequenza, disposte a ferro di cavallo. Mentre gli oggetti esposti nella "A" e nel "V" provengono da luoghi e regioni diverse, le quattro salette interne invece ripropongono i diversi ambiti "pompeiani": "1" la casa pompeiana; "2" il giardino pompeiano; "3" il lupanare (bordello); "4" la strada pompeiana.

### Gli oggetti esposti
Il Gabinetto illustra ampiamente i diversi aspetti della "sessualità" antica: da quello religioso a quello culturale, dal caricaturale al commerciale, da quello magico a quello funerario, fino a quello riconducibile all'amore ed al piacere di coppia.

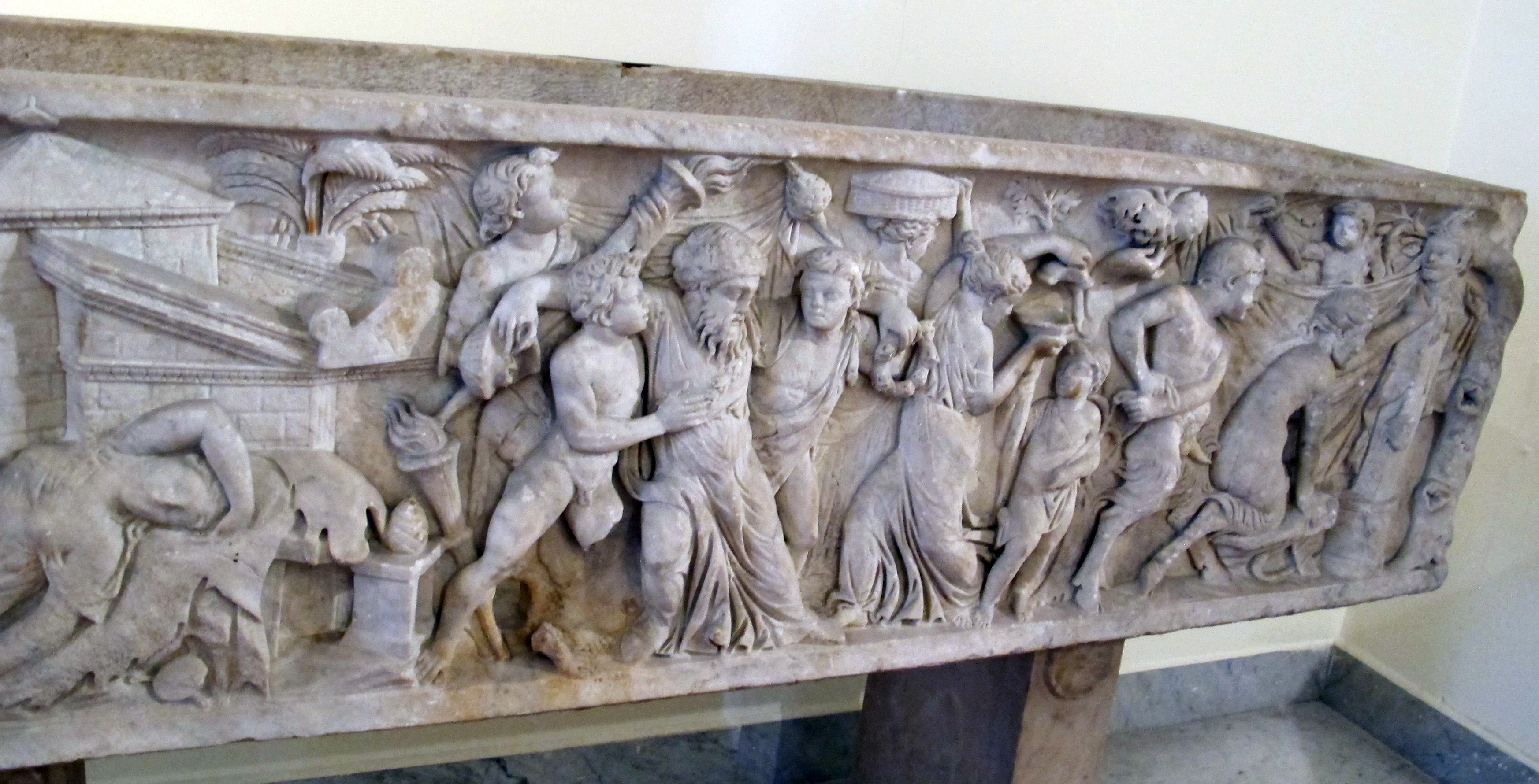
Lo splendido sarcofago romano raffigurante un'orgia in onore del dio Dioniso

#### Aspetto religioso
L'aspetto religioso lo si ritrova in: 
- "A": splendido sarcofago romano con scena di baccanale in rilievo in cui vi figura al centro Dioniso ebbro, sostenuto da due satirelli, attorniato da menadi danzanti o dormienti mentre altri satirelli e satirische sono intenti in giochi erotici con altri uomini e sullo sfondo si riconosce un recinto con santuario (dallacollezione Farnese).
- "V": coppa attica a figure rosse attribuita al ceramografo Epiktetos (VI a.C.) con baccante in procinto di accoppiarsi con un asino nel corso di un baccanale; ex voto anatomici in terracotta (peni, seni, uteri; di metà IV - II a.C.) rinvenuti in un santuario sannitico a Cales.
- "2": statua del dio Priapo in forma di pilastro in alabastro giallo, priva di testa (I d.C.), rappresenta il dio della fertilità vegetale e il dio tutelare dei confini dei campi che usava punire i ladri di frutta con la penetrazione anale (vedi Carmina Priapea).
- "3": statuette del dio Priapo: quelle in terracotta, con il grembo ricolmo di frutti; alcune in bronzo lo ritraggono intento ad eseguire una libagione sul proprio fallo, simbolo di fertilità; Statuetta indiana in avorio rappresentante la dea indù della fecondità Lakshmi, dalla sensuale e procace fisicità, rinvenuta a Pompei.

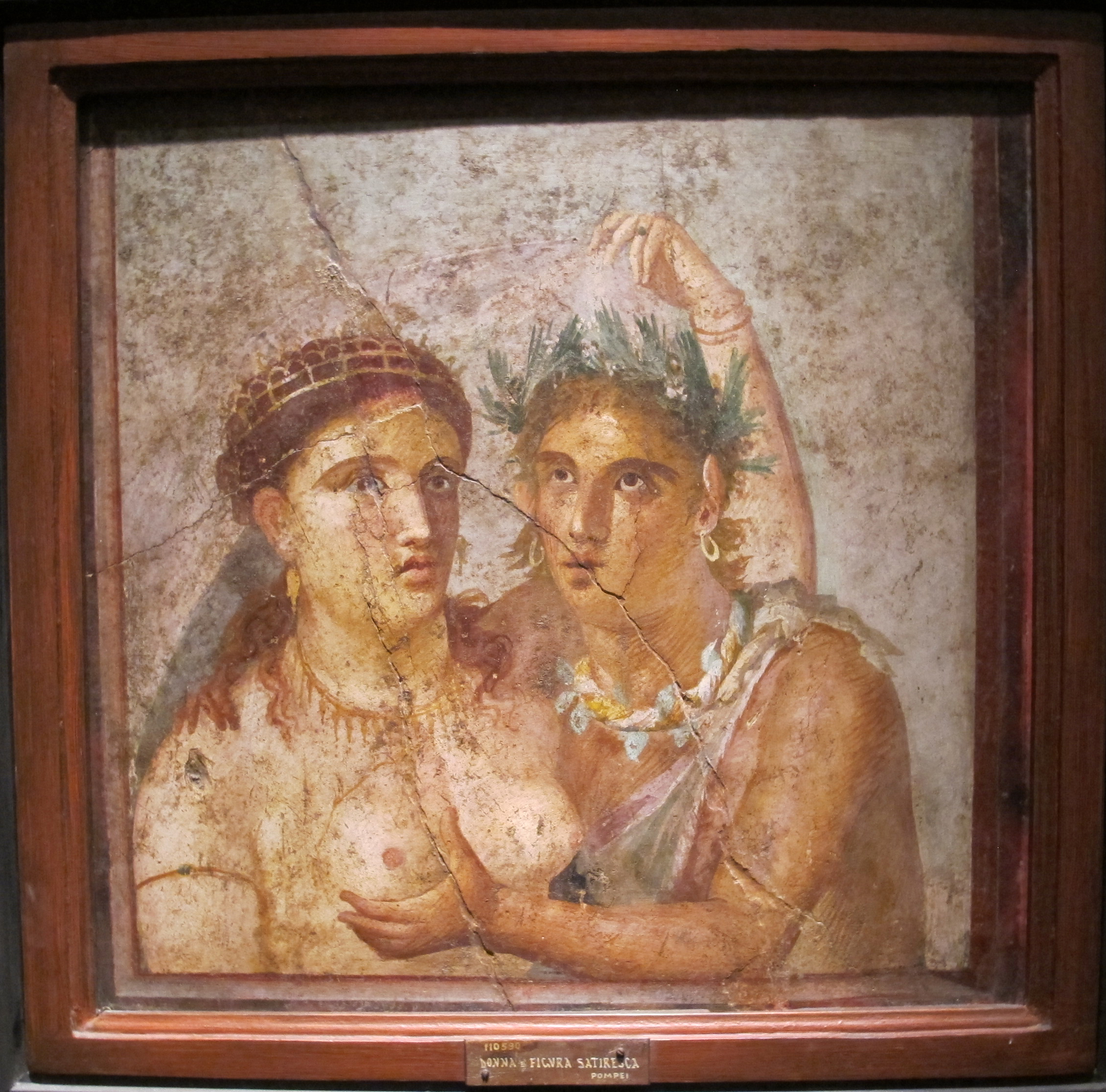
Satiro e Menade (da Pompei)

#### Aspetto culturale
L'aspetto culturale lo si rileva soprattutto nei decori ed arredi (affreschi, statue, rilievi) a soggetto erotico, destinati a impreziosire gli interni delle case o i giardini delle ville, i cui protagonisti sono divinità ed eroi ed altri personaggi mitologici. 
- "A": statua in marmo rappresentante Pan (dio della fecondità animale ed anche umana) intento ad insegnare al pastorello Dafni a suonare il flauto di pan (collezione Farnese)[2].
- "V": piccola statuetta in bronzo di Satiro barbuto semidisteso, con grande fallo.
- "1": affreschi, Accoppiamento di Leda con Zeus sotto forma di cigno, Apollo insidia la ninfa Dafne che per sfuggirgli comincia a trasformarsi in albero di alloro, Diverse scene galanti che vedono giovani satiri intrattenersi amorevolmente o eroticamente con baccanti o ninfe, Ermafrodito che si svela, similmente a Venere Genitrice, Ermafrodito ignudo che si oppone agli assalti erotici di un satiro, ingaggiando una concitata zuffa erotica, Abbraccio erotico fra il ciclope Polifemo e la ninfa Galatea, Le tre Grazie.

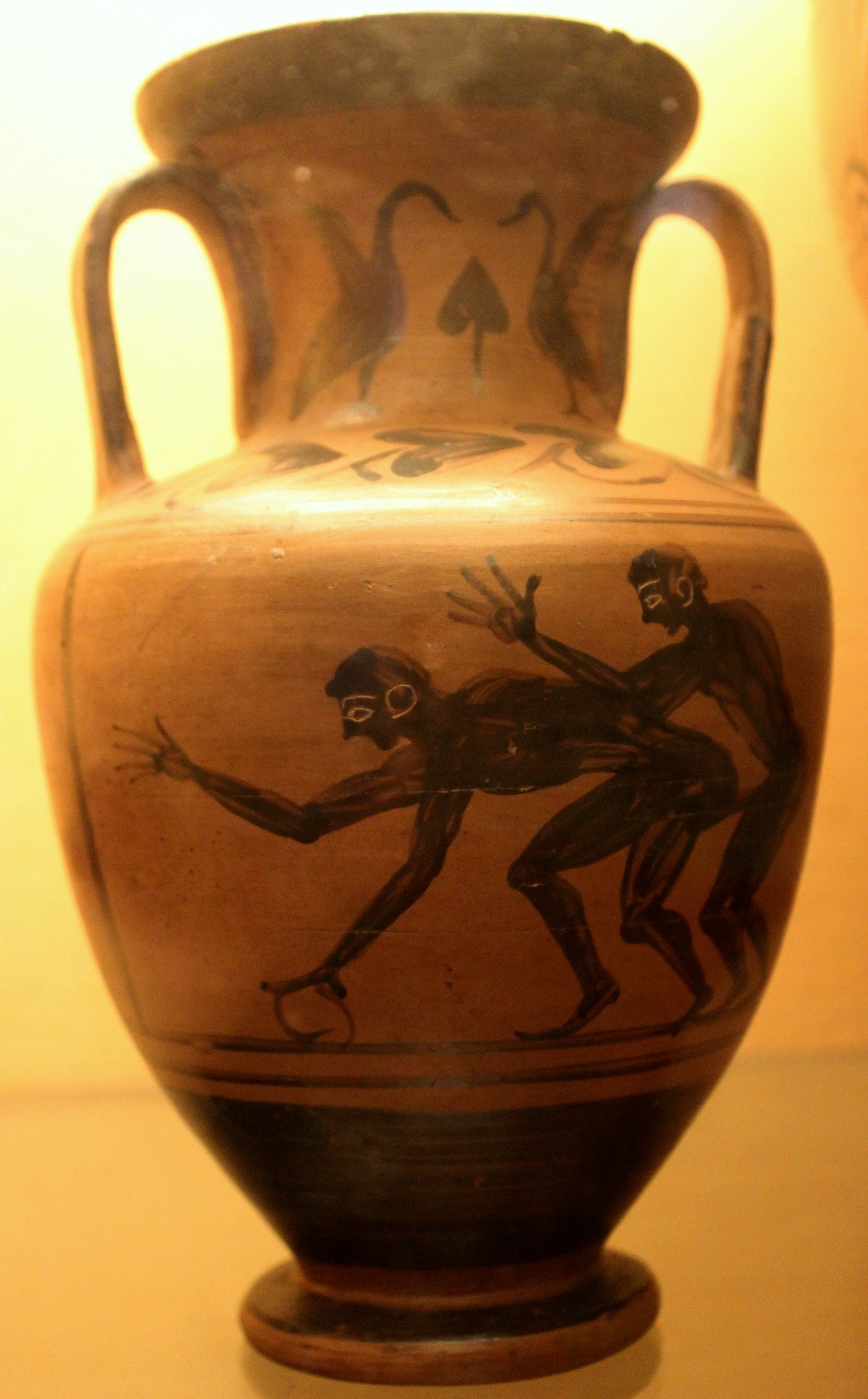
Reperto più antico del Gabinetto: un vaso greco con scena di sesso tra due uomini

- Reperto più antico del Gabinetto: un vaso greco con scena di sesso tra due uomini"2": sostegno di tavolino in marmo, a forma di erma dionisiaca o satiresca; Splendido altorilievo in marmo bianco con Apollo e tre ninfe (ovvero Alcibiade con tre etere) che si intrattengono sopra un letto (collez. Farnese); Bel bassorilievo marmoreo con Ninfa che si difende dagli attacchi erotici di un Satiro, afferrandolo per la barba (da Ercolano; I d.C.); Grande affresco con trionfo di Venere distesa in una conchiglia che galleggia sul mare, assistita dal figlio, il piccolo Eros;  Statuetta in marmo di Venere in bikini, ritrovata nell'omonima casa, intenta a slacciarsi un sandalo per potersi immergere in acqua.
- "3": splendida coppa in argento facente parte del ricco servizio trovato nella Casa del Menandro: mostra in rilievo Marte e Venere che si intrattengono eroticamente su di un letto, mentre Eros con le ali spiegate è dappresso e li osserva (I a.C.).

#### Aspetto caricaturale
L'aspetto caricaturale lo si riconosce negli ambienti:

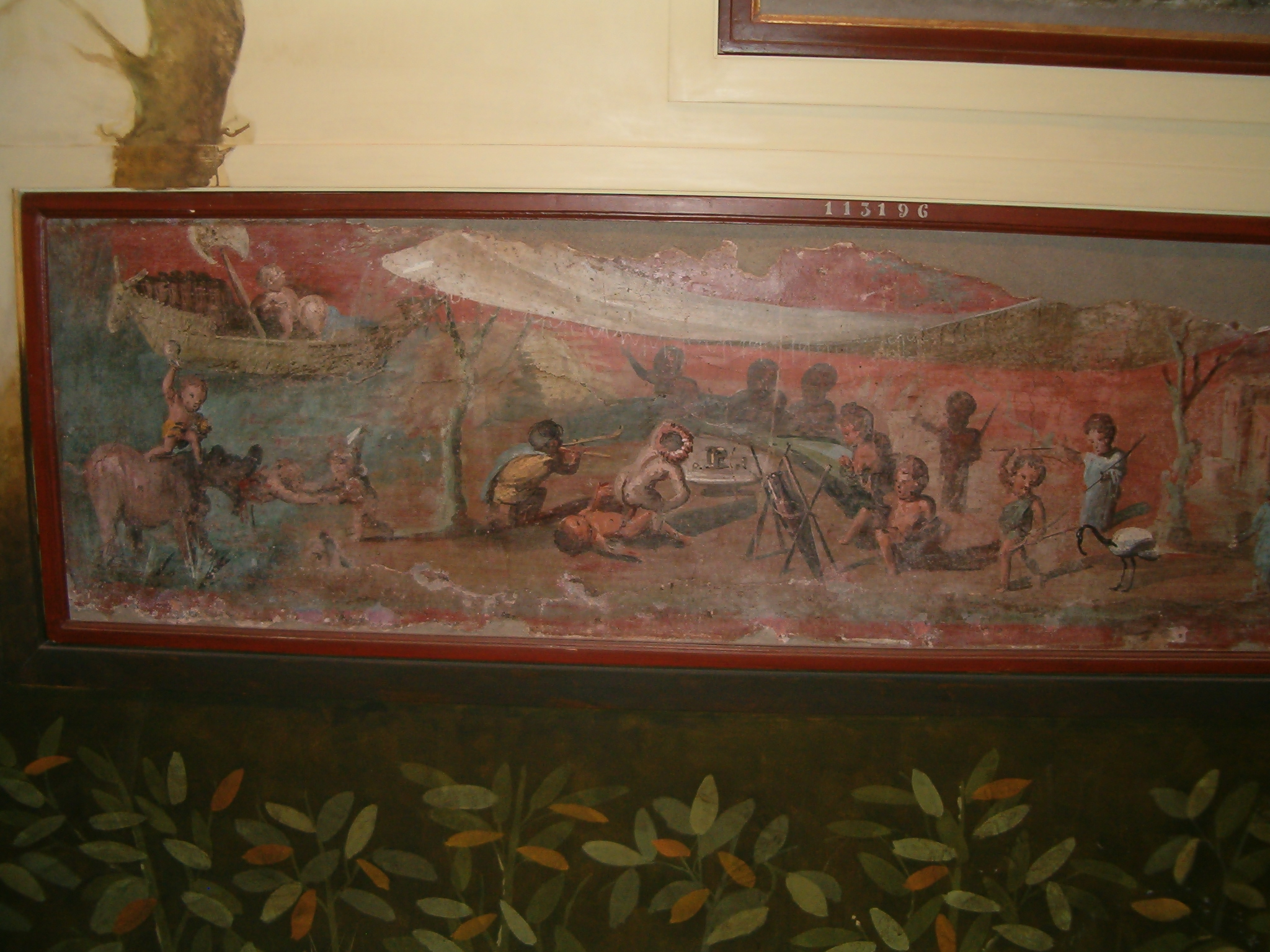
Scena di pigmei che, durante un banchetto, assistono ad uno spettacolo sessuale

- "A": grande mosaico in tessere bianche e nere, rinvenuto a Roma al Celio: mostra pigmei intenti ad accoppiarsi su barchette sul Nilo (il mosaico copriva il pavimento di una sala triclinare, per cui i letti dei commensali erano sistemati ciascuno davanti ad una barca, mentre l'ingresso alla sala si trovava in corrispondenza dell'ippopotamo).
- "V": "Cratere" a figure rosse (vaso destinato alla mescita del vino durante i banchetti), con scene fliaciche con soldati caricaturali dal ventre rigonfio e lungo fallo pendente (da Saticula, Sant'Agata dei Goti; 350 a.C.). *"1": negli affreschi che mostrano: Il dio Pan che, scoperta una donna addormentata, desiderando giacere con lei, scopre invece trattarsi di un Ermafrodito e tenta quindi di fuggire (è infecondo!), mentre quello lo trattiene per un braccio; Fuga da Troia di Enea che porta il vecchio padre Anchise sulle spalle e tiene per mano il figlioletto Ascanio, rappresentati in forme canine con grandi falli flosci.
- "2": pigmei intenti ad accoppiarsi per terra o su barche, in ambientazioni nilotiche, talora osservati da commensali, talora da ippopotami e coccodrilli, mentre un'ammucchiata a tre su di una barca rischia di finire in acqua per il pauroso oscillamento dovuto all'impeto passionale, e altrove un pigmeo viene divorato da un ippopotamo tra l'indifferenza erotica dei vicini; Gruppo scultoreo in marmo con il dio Pan che si accoppia faccia a faccia con una capra che tiene fermamente riversa sul dorso (I a.C. - I d.C.): rinvenuto ad Ercolano nella Villa dei Papiri è in assoluto il pezzo più censurato e nascosto in epoca borbonica.
- "3": si possono ammirare oggetti vari e strani destinati alle tavole ed ai banchetti con lo scopo di allietare gli ospiti o far ridere i commensali: Brocche in terracotta a forma di nani deformi e caricaturali con grande pene prominente; Tazze in ceramica a forma di viso satiresco con lingua fallica mobile che emergeva dondolando una volta che essa veniva riempita con qualche bevanda; i cd. "Placentarii", statuette in bronzo che rappresentano disgustosi venditori ambulanti o servi inscheletriti con un gran pene flaccido pendente, che recano vassoi d'argento sui quali venivano offerti dolci squisiti (I d.C.); Piccole statuette in bronzo di personaggi resi in modo caricaturale (pigmei danzanti, un poeta o oratore seminudo, un guerriero-gallo) destinati semplicemente a decorare la tavola; Lucerna in ceramica con personaggio barbuto, seduto, con un enorme fallo, intento a leggere un rotolo di papiro: è stato riconosciuto da studiosi di ebraismo come la caricatura di un rabbino.
- "4": un affresco trovato in un vicolo di Pompei, quale facciata di una bottega: mostra un asino che penetra un leone e viene dichiarato vincitore dalla Vittoria alata che gli porge la corona e la palma della vittoria; oltre l'aspetto caricaturale, in questo affresco vi è celato probabilmente un messaggio allegorico, interpretabile o nel senso che la pazienza (impersonata dall'asino) è superiore alla forza bruta (il leone), oppure in senso politico, che l'uomo ignorante della strada (l'asino) può metterlo a quel servizio al potente di turno.

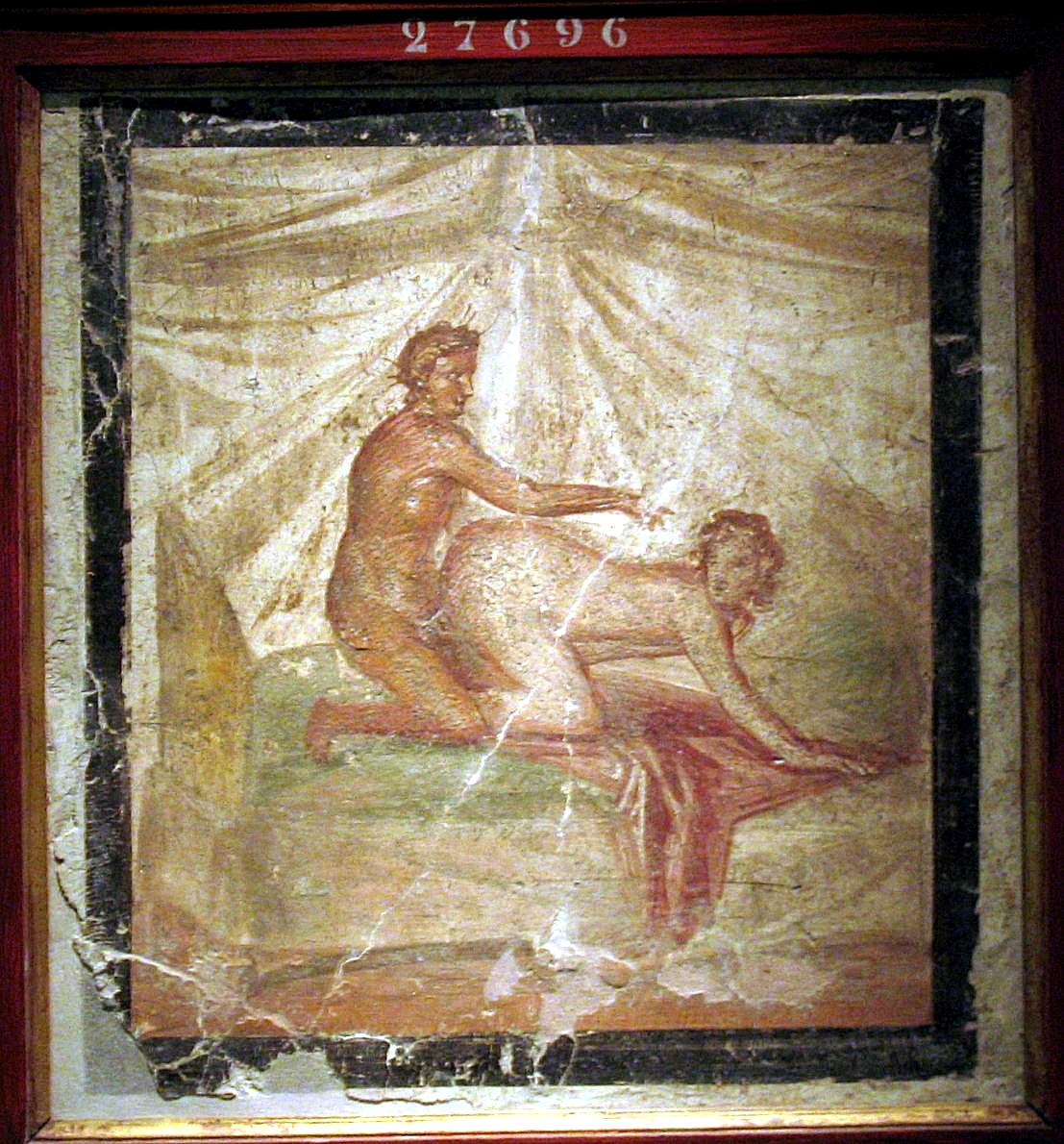
Scena erotica (da un lupanare di Pompei)

#### Aspetto commerciale
L'aspetto commerciale è ravvisabile soprattutto negli affreschi provenienti da "lupanari" (dal latino lupa = prostituta). Nei bordelli romani "3" si ritrovano affreschi pornografici di qualità artistica modesta (si tratta di una pittura popolare), che ritraggono scene di accoppiamenti - esclusivamente eterosessuali - nelle diverse posizioni.
I Romani le distinguevano ed indicavano con il nome della dea dell'amore "Venus", ossia Venere: Venus pendula, Venus pendula conversa, Venus pendula aversa, ecc. Sull'affresco con scena di penetrazione anale vi sono tracce di un'iscrizione dipinta: "Lente impelle", una richiesta della prostituta ai suoi clienti che invita a "Spingere piano"; su di un altro affresco figura un'iscrizione graffita: "Sic Emiliu" scritta da un cliente, tale Emilio, che ricorda a tutti "(di aver fatto) proprio così"; vi è anche un altorilievo in marmo con scena di accoppiamento simile a quelli mostrati sugli affreschi, trovato in una osteria (caupona) pompeiana; infine sono esposte diverse lucerne tonde in ceramica, di epoca imperiale, con analoghe scene di accoppiamenti in rilievo sul disco: non essendo queste lucerne destinate ai bordelli, si tratta di un genere che si ritrova abbastanza diffuso in tutti i siti e luoghi dove sono giunti i Romani.

#### Aspetto magico

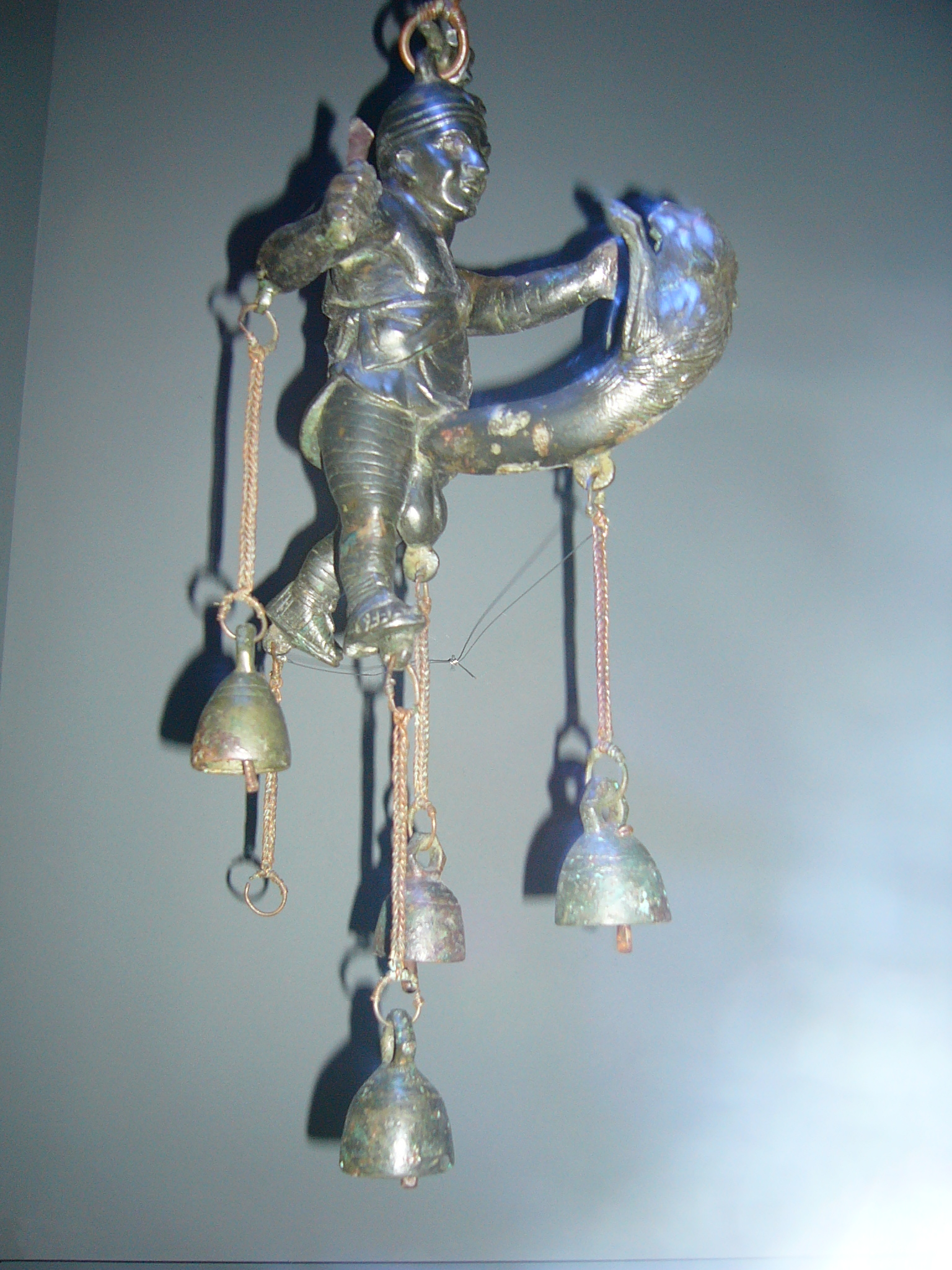
Tintinnabulum di gladiatore

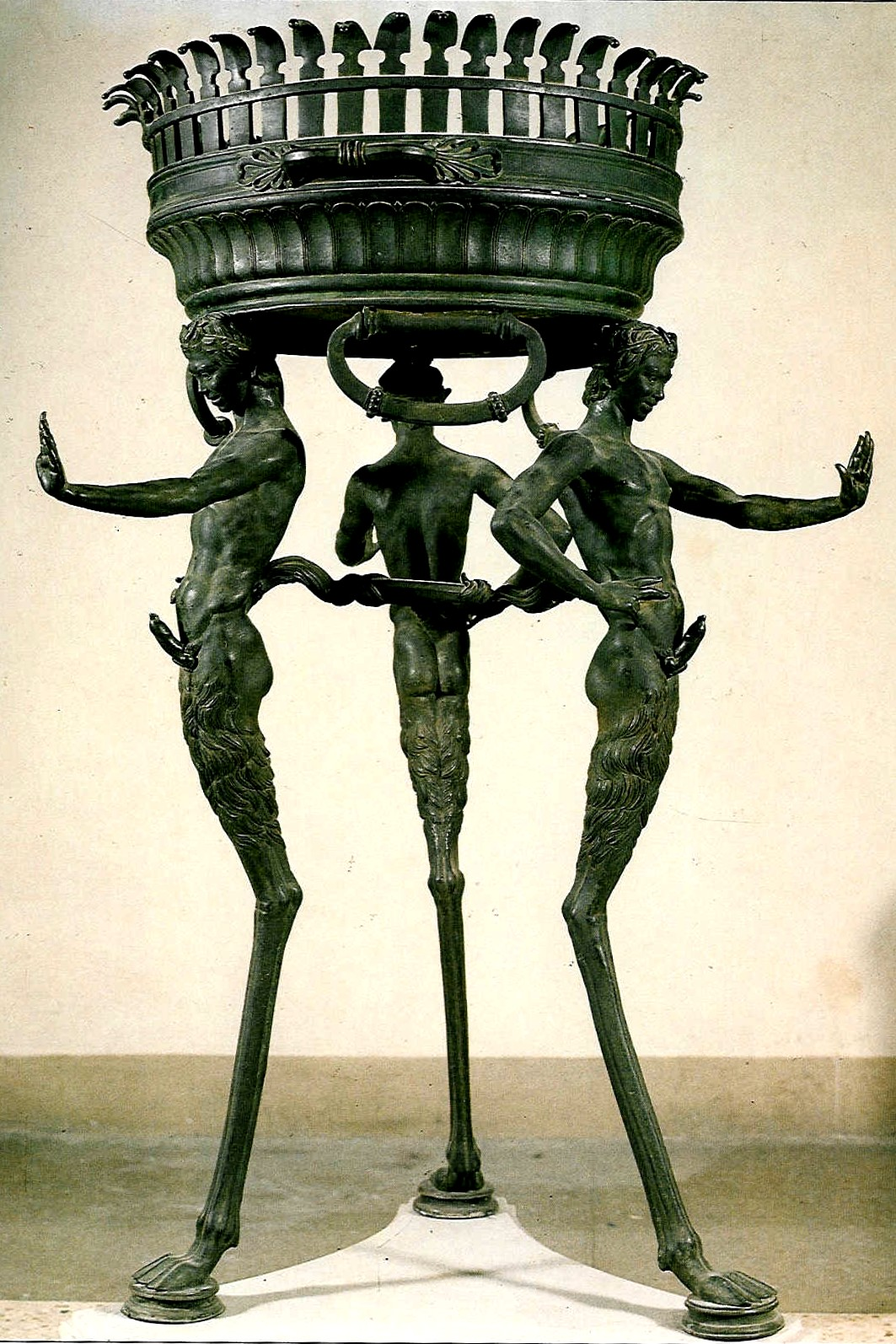
Braciere in bronzo con gambe a giovani Satiri Casa di Giulia Felice, Pompei)

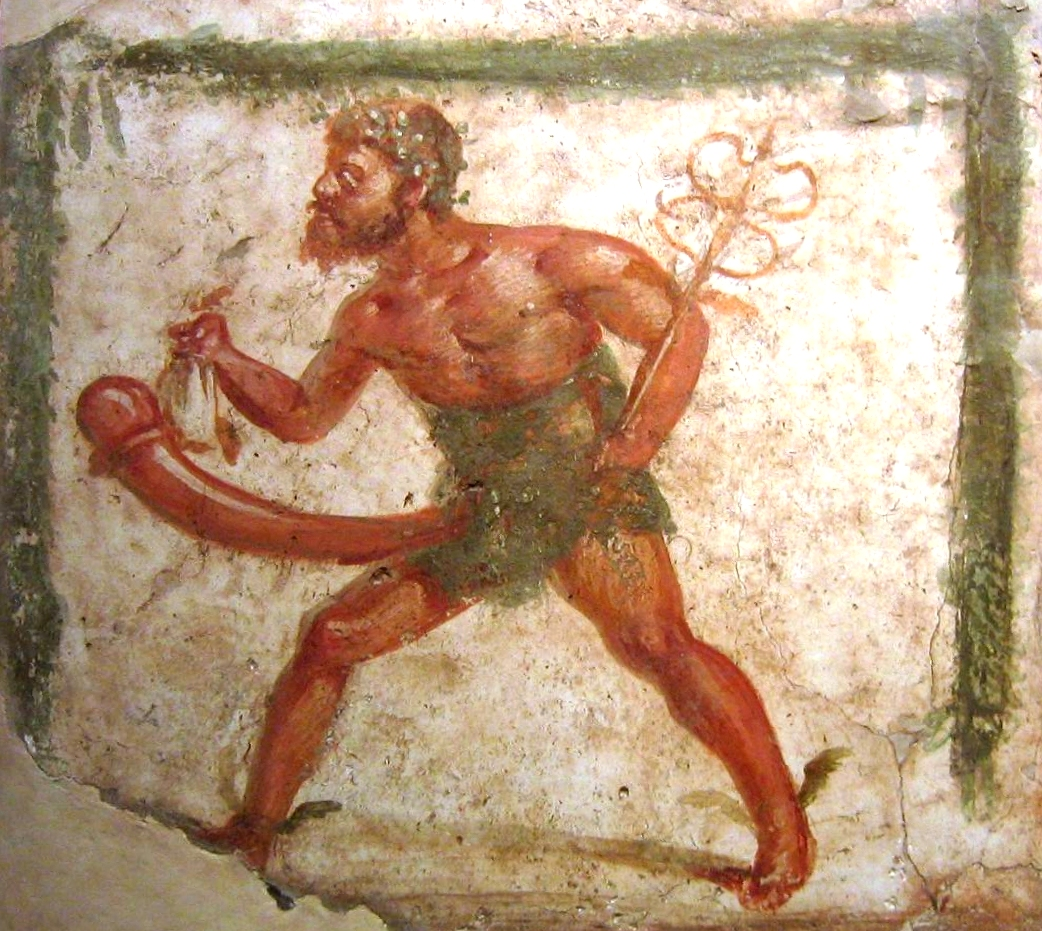
Affresco raffigurante Priapo (facciata di una bottega, Pompei)

L'aspetto magico della sessualità romana lo si riconosce soprattutto nell'uso del fallo (membro virile eretto) in funzione apotropaica e di amuleto. Oggetti emblematici di questa credenza sono soprattutto in:
- "3": i "tintinnabuli" in bronzo, che venivano sospesi a catenelle agli ingressi delle case o delle botteghe con la specifica funzione di preservarle e difenderle dal malocchio, dallo sguardo invidioso, dalla mala sorte. Il "tintinnabulum" classico è un pene eretto con un corpo di leone (simbolo di forza e potenza) e due ali aperte, provvisto (a discrezione) di altri falli: certamente quello tra le zampe posteriori, ma eventualmente anche una coda fallica, o un corno fallico, o delle zampe falliche, e così via; immancabili sono i numerosi campanelli associativi, pendenti da altre catenelle, destinati a scacciare col loro suono gli spiriti malvagi. Poiché anche il ridere scaccia gli spiriti malvagi, alcuni tintinnabuli possono assumere forme caricaturali: pezzo eccezionale - e forse unico al mondo - a sinistra vi è quello in forma di gladiatore che combatte con pugnali contro il suo stesso pene eretto, trasformato in una pantera aggressiva; divertente anche il pigmeo che cavalca un cavallo-fallo, lo incorona addirittura, ed intanto non si accorge che sta per essere penetrato dalla coda fallica. Forse una funzione apotropaica può essere ravvisata anche nelle tre lucerne in bronzo rappresentanti operai fabbri che, impugnando un martello, si danno colpi ben assestati sul proprio immenso fallo (la cui punta è il lucignolo), tanto da sobbalzare in una sorta di danza sincronizzata.

- Pezzo di gran pregio è il braciere qui a destra (del I d.C. circa), proveniente dalla Casa di Giulia Felice a Pompei, i cui tre piedi sono in forma di giovani satiri che fanno un gesto apotropaico (la mano sinistra tesa in avanti), mentre il loro pene eretto ha la stessa funzione magica. Molto interessante è anche la piccola statuetta bronzea di Mercurio - riconoscibile dal cappello alato - che ha sia la funzione di amuleto (i numerosi falli in testa che proteggono e neutralizzano il male da qualsiasi direzione esso provenga), sia quella di talismano (il dio stringe nella sua mano destra un sacco di monete, dunque attira la ricchezza ed ogni altro bene in casa); una figura simile l'abbiamo in "4" in un affresco dove Mercurio col sacchetto di monete si presenta stavolta con le ali ai piedi ed il caduceo, brandendo un unico smisurato fallo. In una vetrinetta vi sono invece numerosi amuleti fallici (dai Romani chiamati "fascinum") destinati per lo più ai bambini, al collo dei quali essi venivano sospesi per tutelarli da incidenti e malattie; ma anche amuleti destinati agli adulti (p.es. gli orecchini fallici in argento). I fàscina sono in materiali diversi: osso lavorato ed avorio, bronzo, cristallo di rocca, ecc.

- Interessante il fallo in corallo, precursore dell'amuleto, tuttora diffusissimo nel napoletano, del corno rosso. Gli amuleti fallici erano molto diffusi anche tra le matrone di estrazione patrizia a propiziare la loro fecondità e capacità di generare la continuità della gens. Molto frequente è il fallo eretto di traverso, in bronzo, tenuto ad un'estremità dalla cosiddetta "mano impudica", al quale è sospeso un pene infantile; oppure il piccolo pugno che fa il gesto detto del "le fiche". Sovente sugli amuleti in osso si riscontrano incisi degli occhi (talora stilizzati in cerchietti concentrici) che aumentano l'efficacia dell'amuleto in quanto, attirando maggiormente lo sguardo malevolo, fanno sì che esso colpisca l'oggetto e non la persona.

- "4": sono esposti un paio di falli in tufo attaccati alle pareti, o insegne falliche, rinvenute all'esterno di alcune botteghe pompeiane: essi hanno la stessa funzione e scopo dei tintinnabuli; l'insegna più famosa reca l'iscrizione Hic habitat felicitas proveniente da una panetteria (pistrinum), che ci informa che lì tutto procede al meglio: naturalmente dal punto di vista dell'impresa e commerciale, non da quello sessuale.

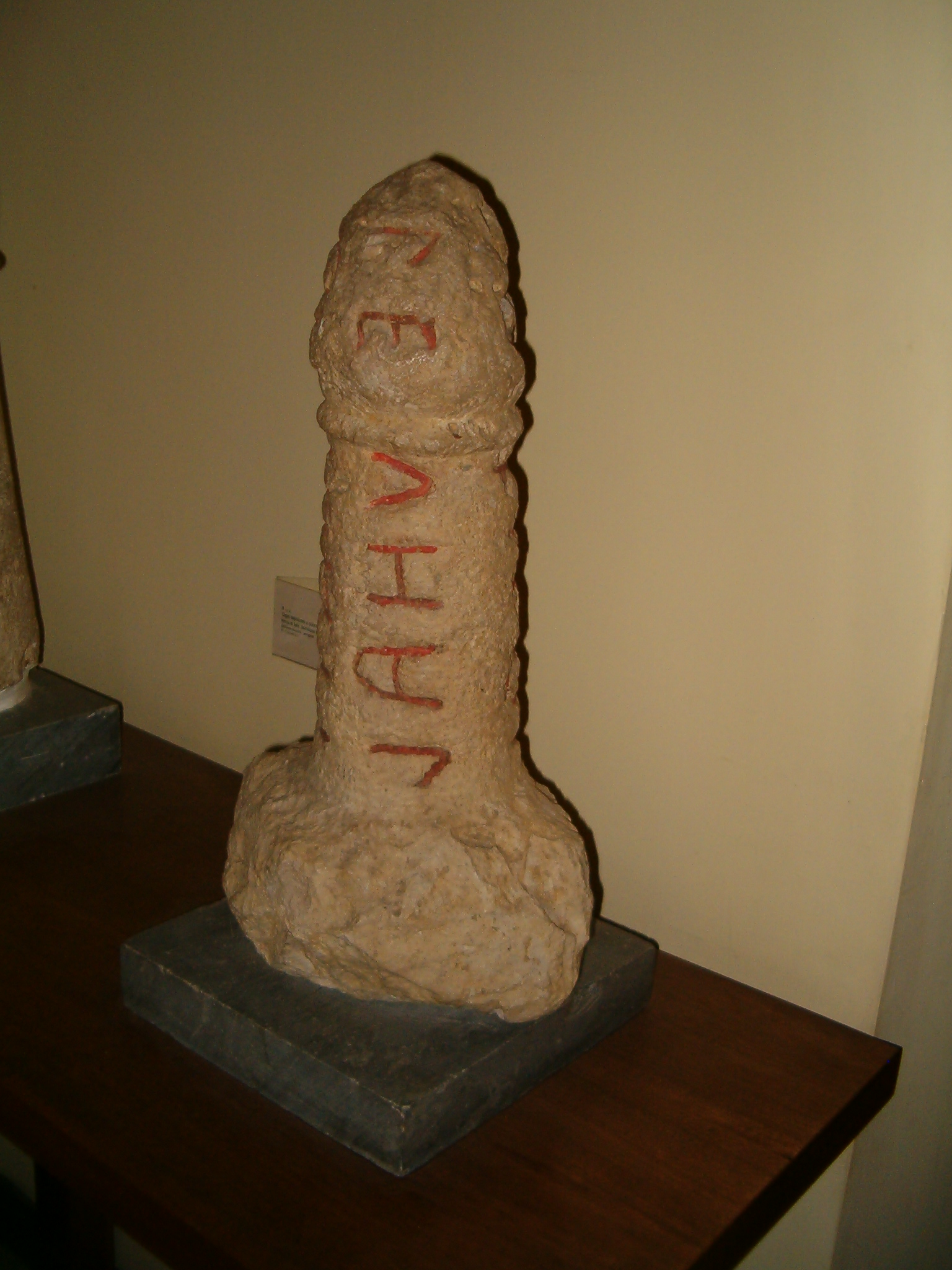
Cippo funerario fallico di LANUEL

#### Aspetto funerario
L'aspetto funerario è dato nel:
- "V": da Cippi fallici in travertino, segnacoli di tombe etrusche provenienti dalla zona di Chiusi e Perugia, (II - I secolo a.C.): essi vengono comunemente spiegati come pietre tombali di personaggi di sesso maschile dei quali si voleva sottolineare in modo particolare la virilità o la forza generativa; in realtà i nomi etruschi incisi sull'asta sono sia di uomini che di donne (Lanuel / Lania / Mainath / Arnth / Uplna ecc.), per cui forse essi andrebbero spiegati piuttosto con una speranza di rinascita (in quanto che la terra - in cui si discende con la morte - è un forte simbolo femminile per la sua fertilità, e non sarebbe possibile rinascere se venisse a mancare l'elemento maschile).
- "A": un altro pezzo legato al mondo funerario è naturalmente il già citato sarcofago romano della collezione Farnese (vedere sopra: aspetto religioso).

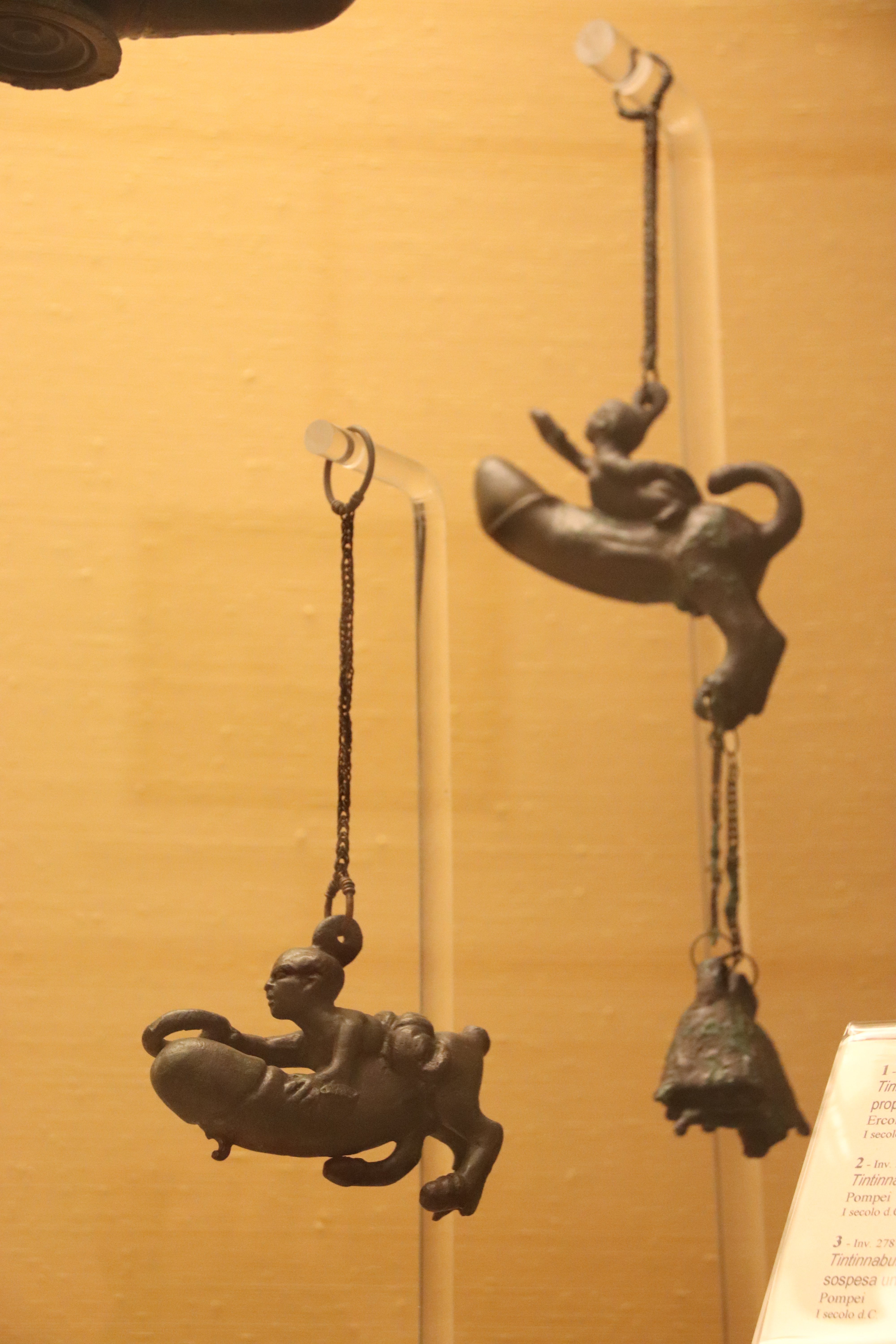
I reperti proveniente da più lontano della Galleria: grandiosi falli in bronzo appendibili originari addirittura dall'India

#### Aspetto erotico-amoroso
L'aspetto riconducibile all'amore ed al piacere di coppia lo si ritrova nei seguenti pezzi:
- "V": bel piatto attico a figure rosse (metà V secolo a.C.) con scena di sesso anale tra un uomo e una schiava (o prostituta: le donne libere o maritate non venivano mai rappresentate così); Anforetta etrusca a figure nere con scena di sodomia maschile in un àmbito sportivo (le scene di omosessualità maschile compaiono unicamente in ambiti di cultura greca o etrusca, non in quelli romani); Grande "cratere" italico a figure rosse, con due giovani uomini banchettanti alla presenza di una etera (prostituta) che li alletta eroticamente sollevandosi la veste (seconda metà del IV a.C. - da Sant'Agata de' Goti); Notevole uno specchio etrusco in bronzo, con scena erotica graffita (collezione Borgia - IV a.C.).
- "3": affresco dalla Casa di Lucio Cecilio Giocondo a Pompei, con scena erotica fra giovani coniugi: lui solleva la coperta, lei allunga la mano, e la piccola servetta che si allontana, scomparendo sullo sfondo come un fantasma, avendo capito che è il momento di ritirarsi; Elegante letto (ricostruito nelle sue parti lignee) con elementi decorativi originali in bronzo (teste d'anatre, eroti, putti) e ageminature in rame e argento (scacchiera con "greche", tralci con fiori); Ampio bacino in bronzo con scena erotica in un tondo al suo interno (I a.C.): questo genere di oggetti, oltre ad essere destinati realmente ad abluzioni durante i banchetti o la toilette, potevano anche essere semplicemente esposti negli atri delle case per impressionare gli avventizi o suggerire la ricchezza, la raffinatezza o la cultura del proprietario; tre tozzi satiri barbuti e ignudi con fallo enorme, in ceramica (I d.C.): vengono comunemente designati come lucerne, ma si tratta probabilmente di dildo: difatti, mentre a uno manca il foro del lucignolo, gli altri due che lo possiedono non mostrano tracce di bruciature; due piccole statuette in terracotta di coppie di amanti che si baciano: gli uni stanti, gli altri distesi su di un letto con un cagnolino in braccio.

#### Oggetti diversi
Vi sono infine alcuni oggetti di carattere ed uso diverso non inquadrabili negli aspetti sopra trattati. Essi fanno parte della grande collezione d'arte del cardinale Stefano Borgia, esposti nel "V" in un'apposita vetrina dove sono raccolti tutti i pezzi di soggetto sessuale: da essi risalta nettamente il carattere settecentesco ed antiquario della collezione, e non sono infrequenti gli oggetti falsi e pseudo-antichi (per esempio i piccoli bronzetti, oppure il bassorilievo marmoreo con gallo priapico adorato dal pollaio). Unica nel suo genere è una lucerna a vernice nera con fallo alato in rilievo (assimilabile ad un tintinnabulum). Di non facile interpretazione, infine, le piccole statuette in pietra tenera, rappresentanti un bambino (somigliante, per la sua testa rasata e la trecciolina ricadente di lato, al dio egizio Arpocrate), caratterizzato da un enorme fallo che egli abbraccia o depone di lato (di età tolemaica).